# Itame grossbecki
Itame grossbecki är en fjärilsart som beskrevs av Barnes och Mcdunnough 1913. Itame grossbecki ingår i släktet Itame och familjen mätare. Inga underarter finns listade i Catalogue of Life.